# تيم جونز (لاعب كرة قاعدة)
تيم جونز (بالإنجليزية: Tim Jones)‏ هو لاعب كرة قاعدة أمريكي، ولد في 1 ديسمبر 1962 في سمتر في الولايات المتحدة.